# Casa-grande y senzala

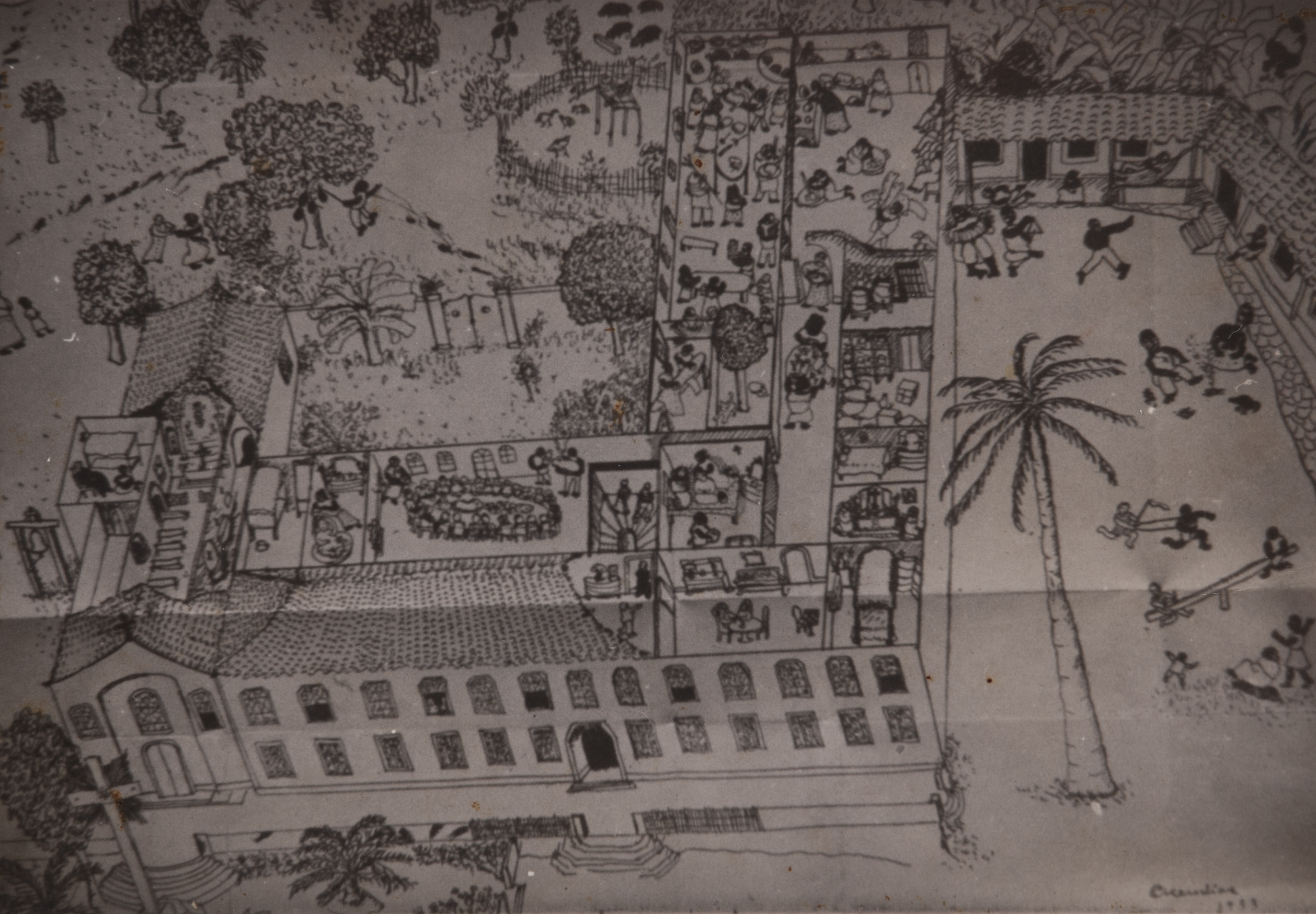
Obra que integra o acervo do Museu Paulista da USP. Coleção João Baptista de Campos Aguirra.

Casa-Grande e Senzala es un libro del sociólogo Gilberto Freyre sobre la formación de la sociedad brasileña. Fue publicado en 1933. La Casa grande se refiere a la casa señorial de los terratenientes, (ciudades enteras eran poseídas y dirigidas por un solo capataz). Senzala hace referencia a los cubículos de los siervos negros.
En la opinión de Freyre, la arquitectura de la Casa-Grande era una expresión de la sociedad patriarcal brasileña. En el libro el autor refuta la idea de que Brasil haya tenido una «raza inferior» por el mestizaje del país. De hecho, apunta a los elementos positivos de esta mezcla entre portugueses, amerindios y negros. En su obra, Freyre elogia a la nodrizas negras y a las mulatas con quienes tuvo sus primeras experiencias eróticas.
Así, el eje central del libro es la separación por raza y clase y el mestizaje.